# 马利亚达
马利亚达是巴西巴伊亚州的一个市镇。总面积2138.093平方公里，总人口15909人，人口密度7.4人/平方公里。